# 燕子矶街道
燕子矶街道是中国江苏省南京市栖霞区下辖的一个街道。

## 行政区划
燕子矶街道下辖以下行政区：
太平村社区、晓庄村社区、幕府山庄社区、吉祥庵社区、钟化村社区、南化新村社区、电瓷新村社区、石化村社区、化纤新村社区、燕子矶社区、燕华花园社区、吉祥村社区、下庙村社区、柳塘村社区、晓庄村、吉祥村、燕子矶村、下庙村、柳塘村